# Karl von Scherzer
Pour les articles homonymes, voir Scherzer.
Karl von Scherzer, né Karl Scherzer le 1er mai 1821 à Vienne et mort le 9 février 1903 à Goritz, est un diplomate et explorateur autrichien.

## Biographie
Karl Scherzer naît dans une famille bourgeoise aisée et reçoit une éducation soignée. Il commence des études de droit, puis s'intéresse à la typographie et ouvre une imprimerie. Après ses études qui durent de 1838 à 1842, il visite, grâce aux sommes reçues d'un héritage, le Tyrol, l'Italie, l'Allemagne, la France et l'Angleterre. En 1848, il fonde l'union Gutenberg afin d'améliorer la situation des ouvriers typographes. Membre du parti libéral, il est favorable à la révolution de 1848, mais il doit s'exiler en 1850 en Italie à cause de ses prises de position qui le font citer devant un tribunal militaire. Il y fait la connaissance de Moritz Wagner avec qui il part explorer l'Amérique du Nord, les Caraïbes et l'Amérique centrale (1852-1855).
Il est de retour à Vienne au milieu de l'année 1855 et doit faire six semaines de prison (peine réduite à huit jours) pour n'avoir pas été présent au moment de son procès et de la lecture de la sentence. Avec le soutien de l'archiduc Ferdinand Maximilien, il est intégré, en tant que secrétaire et chroniqueur de bord, à l'équipe de savants qui prend part à l'expédition du SMS Novara autour du monde, commandée par le capitaine von Wüllerstorf-Urbair. Scherzer agit aussi en qualité d'agent commercial mandaté par le secrétariat au Commerce.
À son retour en 1859, il est anobli avec le titre de chevalier et ajoute la particule « von » à son nom. Il devient en 1866 conseiller ministériel au ministère du Commerce. En 1869, il accompagne l'expédition austro-hongroise en Extrême-Orient et visite le Siam, la Chine et le Japon.
Entre 1872 et 1879, il est consul général à Smyrne, puis envoyé à Londres. Il dirige la légation austro-hongroise à Leipzig jusqu'en 1884, puis il est consul général à Gênes de 1884 à 1896, date à laquelle il prend sa retraite.
Connaisseur du Mexique, il avait prévenu l'archiduc Ferdinand Maximilien des dangers auxquels il s'exposait en prenant la couronne du Mexique. Il laisse plusieurs écrits sur ses voyages.

## Œuvres
- Reisen in Nordamerika, 3 volumes, 1854, (avec M. Wagner)
- Die Republik Costarica, 1856, (avec M. Wagner)
- Wanderungen durch mittelamerikanische Freistaaten, 1857
- Reise der österreichischen Fregatte Novara um die Erde, beschreibender Teil, 3 volume, Wien 1861-1862
- Reise der österreichischen Fregatte Novara um die Erde, statistisch-kommerzieller Teil, 2 volumes, 1864
- Aus dem Natur und Völkerleben im tropischen Amerika, 1864
- Fachmännische Berichte über die österreichisch-ungarische Expedition nach Siam, China und Japan, 1872.
- Smyrna, 1873.
- Weltindustrien, 1880
- Das wirtschaftliche Leben der Völker, 1886

## Source de la traduction
- (de) Cet article est partiellement ou en totalité issu de l’article de Wikipédia en allemand intitulé « Karl von Scherzer » (voir la liste des auteurs).